# Dragonja
El Dragonja, en italiano: Dragogna) es un río de 30 kilómetros de largo en la parte norte de la península de Istria. Es un río serpenteante con una cuenca muy ramificada y una pequeña cantidad de agua. Tiene un régimen pluvial y a menudo se seca en verano. Presenta entornos vitales muy diversos y alberga numerosas especies animales y vegetales. El Dragonja ha sido objeto de una disputa territorial entre Croacia y Eslovenia, y su parte más baja es de facto la frontera de los dos países

## Curso

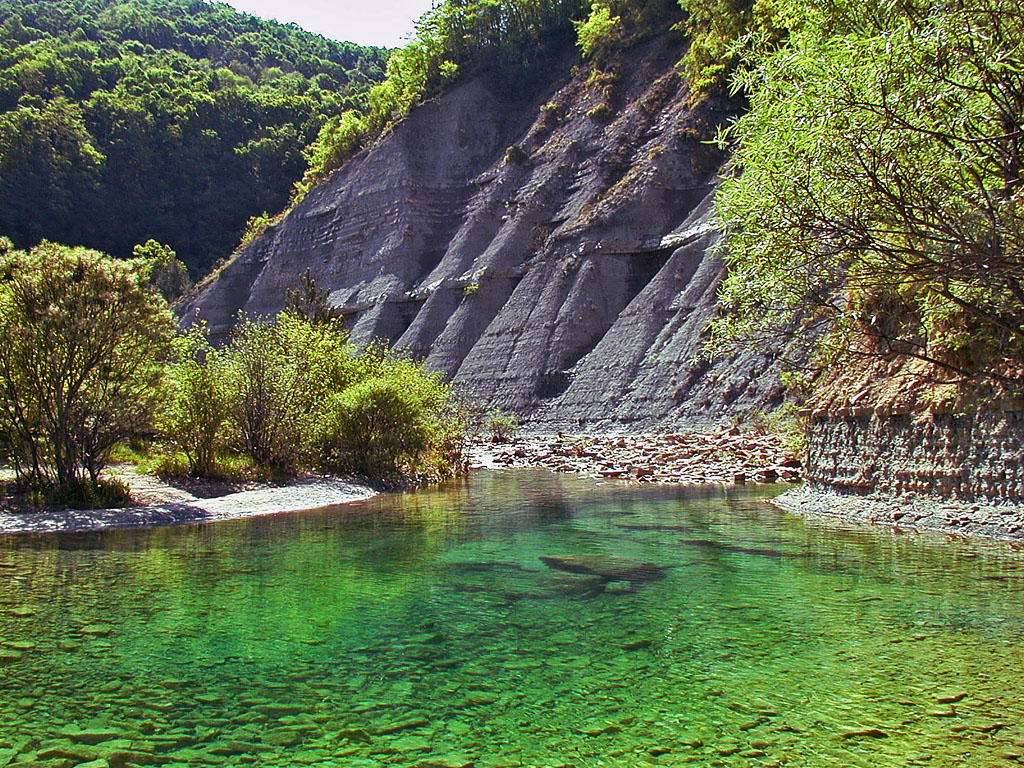
Muro de Flysch sobre el Dragonja

El río es el tercer río más largo de Istria, después de los ríos Raša y Mirna. Es el río más grande de la costa eslovena que desemboca en el mar Adriático. También es el único río esloveno que no atraviesa asentamientos y que fluye en su totalidad sobre el terreno del flysch.
El Dragonja se origina en varias fuentes en las colinas  Šavrin y fluye hacia el oeste hasta el golfo de Piran, que forma parte del norte del mar Adriático. A él se unen dos afluentes mayores por la derecha (el arroyo Rokava y el arroyo Drnica) y un afluente mayor por la izquierda (el arroyo Poganja).
En su desembocadura se encuentra el Parque Paisajístico de Sečovlje Salina con la Salina de Sečovlje. La parte más baja del Dragonja, en el municipio de Piran, está protegida desde 1990 como monumento natural.

## Nombre
El río Dragonja fue atestiguado por primera vez en fuentes escritas como Argao (ablativo Argaone), y en fuentes posteriores como Argaone (en 670), per Argaonem (en 1035), Dragugne (en 1100), y super flumine Dragone (en 1389). Los nombres modernos eslovenos e italianos (con D- inicial) derivan del eslavo *Dorgon'a, del románico d- (< ad 'en') + Argaon- (con metátesis). En última instancia, el nombre es de origen prerrománico, presumiblemente basado en la raíz protoindoeuropea *h2arg'- 'brillar' 
Los relatos no lingüísticos explican que el nombre se basa en el curso serpenteante del río, parecido a un dragón ( en italiano: drago ).

## Disputa territorial
En el tramo inferior del Dragonja existe una disputa territorial entre Eslovenia y Croacia: mientras las autoridades croatas afirman que el Dragonja es un río fronterizo, Eslovenia reclama una franja de territorio al sur del río también. Desde 2012, los últimos 7 kilómetros (4,3 millas) del curso del Dragonja son la frontera de facto de Croacia y Eslovenia. [cita requerida] El territorio en disputa contiene cuatro aldeas y el paso fronterizo croata de Plovanija. El río Dragonja se convirtió en un río fronterizo de distrito después de la Segunda Guerra Mundial, cuando la Zona B del Territorio Libre de Trieste (FTT), administrada por Yugoslavia, se dividió en los distritos de Koper y Buje. Tras la disolución del FTT en 1954 y el traspaso de su antigua Zona B a Yugoslavia, el distrito de Koper pasó a formar parte de Eslovenia, mientras que el de Buje se adscribió a Croacia.